# Vervoerwijze
Een vervoerwijze, vervoermodaliteit of transportwijze is de wijze waarop vervoer plaatsvindt. Vervoerwijzen worden ingedeeld in vervoer over de weg, over het spoor, over het water, door de lucht, door de ruimte, en in het geval van nutsvoorzieningen, door leidingen, of door kabels.  Vervoerwijzen kunnen verder worden onderverdeeld, zo kan bij personenverkeer over de weg sprake zijn van voetgangers-verkeer, fietsverkeer, auto-verkeer en openbaar vervoer. Een ander onderscheid is dat tussen goederenvervoer en personenvervoer, en tussen gemotoriseerd en ongemotoriseerd vervoer.

## Meerdere vervoerwijzen
Voor verplaatsingen in het kader van woon-werkverkeer is er vaak de keuze tussen lopen, fietsen of autorijden; voor verplaatsingen over grotere afstanden is er de keuze tussen auto, trein of vliegtuig. Multimodale reisplanners maken deze keuze inzichtelijk.
Multimodaal goederenvervoer is goederenvervoer dat gebruik maakt van een transportketen: meerdere opeenvolgende vervoerwijzen om handelswaar op de plaats van bestemming te krijgen. Als een gestandaardiseerde laadeenheid, zoals een container of een oplegger, wordt overgeladen spreekt men van intermodaal goederenvervoer.

### Toenemend milieubewustzijn
Veel overheden, waaronder de Europese Unie, hebben uitgesproken de relatief milievriendelijke vervoerwijzen, zoals vervoer per trein en over het water, te willen bevorderen, boven vervoer over de weg of door de lucht. De Nederlandse rijksoverheid, en individuele Nederlandse gemeenten, noemen in dat verband ook vaak de fiets.

## Verwijzingen
1. ↑  Bijvoorbeeld: Rome 2 Rio.
2. ↑  Zie bijvoorbeeld: Europese Commissie, WITBOEK Het Europese vervoersbeleid tot het jaar 2010: tijd om te kiezen (pdf) 7 (12 september 2001).